# Dual Inline Memory Module

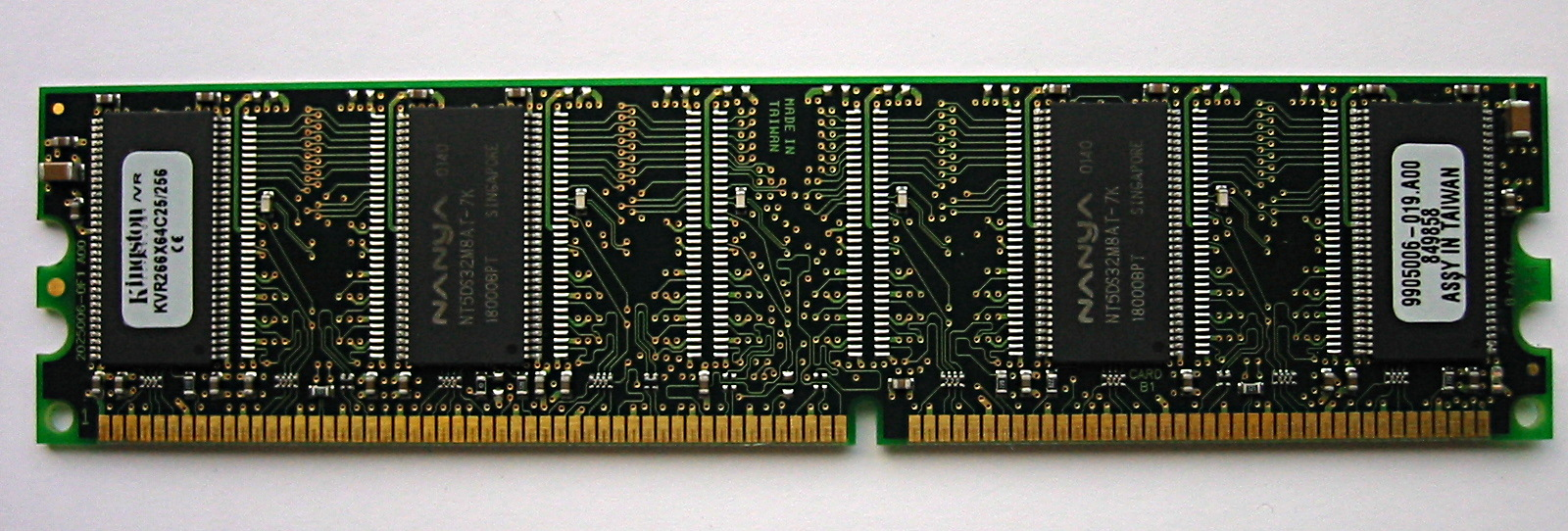
Barrette mémoire au format DIMM.

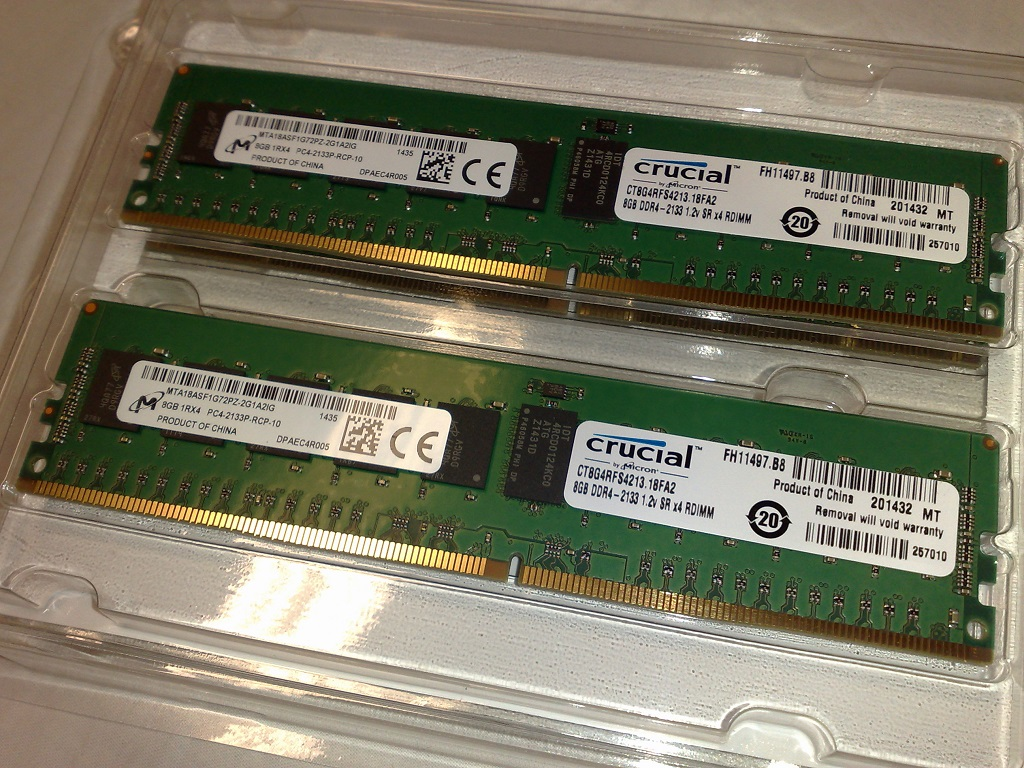
Deux barettes de 8 Gio RDIMM.

Le DIMM (pour Dual Inline Memory Module ; en français, « module mémoire à double rangée ») est un format de barrette mémoire vive dynamique qui est utilisé sur les ordinateurs depuis l’abandon progressif du format SIMM. Ce format est exploité par les mémoires SDRAM et DDR SDRAM.

## Utilité
La spécificité d’un format DIMM (Dual, Double), réside dans la disposition des contacts électriques de la carte électronique que constitue la barrette mémoire.
Dans les modules SIMM (Single, Simple), les contacts sont électriquement les mêmes sur les 2 faces de la carte de la barrette, alors que dans un module DIMM les contacts sont électriquement séparés sur chacune des 2 faces.
Le format DIMM par rapport au format SIMM, permet donc de multiplier par deux le nombre de contacts, pour un même connecteur.

## Différents types de DIMM
- UDIMM Unbuffered DIMM[2]
- RDIMM Registered DIMM
- LRDIMM Load Reduced DIMM
- FB-DIMM Fully Buffered DIMM
- CUDIMM Clocked Unbuffered DIMM
- DC-DIMM